# Surface planétaire
 (juin 2024).
Si vous disposez d'ouvrages ou d'articles de référence ou si vous connaissez des sites web de qualité traitant du thème abordé ici, merci de compléter l'article en donnant les références utiles à sa vérifiabilité et en les liant à la section « Notes et références ».
Une surface planétaire est l'interface entre un objet planétaire (une planète, un satellite ou un petit corps, en particulier du Système solaire) et l'espace (ou son atmosphère s'il en possède une).
Les surfaces planétaires sont sujettes à divers processus qui les transforment : déformation et fracturation (sous l'effet de marées ou de contraintes tectoniques), cratérisation, volcanisme, écoulements liquides ou gazeux, érosion et sédimentation. Ces processus sont plus ou moins importants selon les objets considérés.